# Cel (divinità)
Cel (in etrusco 𐌂𐌄𐌋, Cel, terra) era la divinità etrusca della terra. Corrisponde alla greca Ghea e alla latina Tellus. Si tratta forse di una divinità aniconica.
Compare nel Fegato di Piacenza.
In precedenza si credeva lei fosse la divinità dell'alba e del mattino; ma poi con la scoperta del ciclope su uno specchio di Populonia di nome Celsclan, ossia "figlio della terra" si è capito che volesse dire terra, poiché i ciclopi sono i figli di Ghea nella mitologia greca.